# Long Song Records
Long Song Records is een Italiaans platenlabel dat (een kruising van) jazz, geïmproviseerde muziek, blues en rockmuziek uitbrengt. Het werd in oktober 2005 opgericht en brengt muziek van bekende en minder bekende Italiaanse en 'buitenlandse' musici uit. Enkele namen: Nels Cline met Elliott Sharp, Simone Massaron, Jim McAuley, Giovanni Maier (onder meer met Keith Tippett) , Nicola Cipani, Fabio Zuffanti, Alan Silva met Burton Greene en Pierro Bittolo Bon.